# ناپلئون سوم
شارل لوئی ناپلئون بناپارت (۲۰ آوریل ۱۸۰۸ — ۹ ژانویه ۱۸۷۳) از ۱۸۴۹ تا ۱۸۵۲ رئیس‌جمهور فرانسه بود و سپس از ۱۸۵۲ تا ۱۸۷۰ تحت عنوان ناپلئون سوم (به فرانسوی: Napoleon III) امپراتور این کشور شد. حکومت او آخرین حکومت سلطنتی تاریخ فرانسه بود و پس از برکناری‌اش در سال ۱۸۷۰ میلادی، جمهوری سوم فرانسه تشکیل شد.
لوئی ناپلئون فرزند لویی بناپارت و هورتنس بوهارنه بود. لویی بناپارت برادر ناپلئون بناپارت بود و هورتنس بوهارنه فرزند ژوزفین بوهارنه از ازدواج نخست او بود. به این ترتیب ژوزفین که همسر ناپلئون بناپارت بود، مادربزرگ مادری لوئی ناپلئون بود.

## زندگی

### به قدرت رسیدن
به دنبال سقوط لوئی فیلیپ در جریان انقلاب ۱۸۴۸ فرانسه، جمهوری دوم فرانسه برپا شد. در انتخابات ریاست جمهوری که در ۱۰ دسامبر ۱۸۴۸ برگزار گشت لوئی ناپلئون با حدود ۵٫۵ میلیون رأی برابر با ۷۴٫۲ درصد آرا پیروز شد.

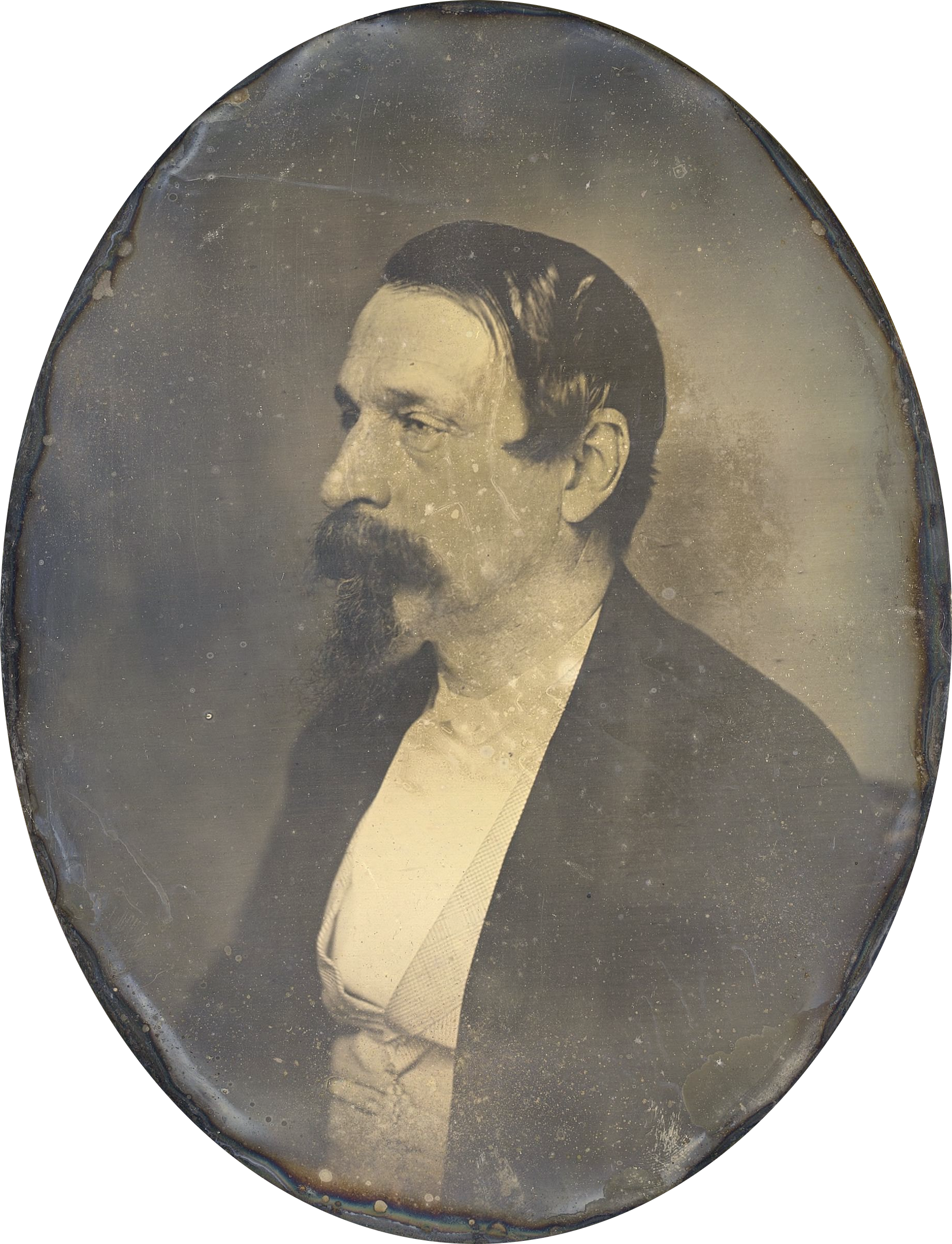
بین سال‌های ۱۸۵۰تا ۱۸۵۵

تفرقه در بین جمهوری‌خواهان موجب افزایش قدرت رئیس‌جمهور شد تا اینکه لوئی ناپلئون در ۲ دسامبر ۱۸۵۱ مجلس را منحل کرد و از ۲ دسامبر ۱۸۵۲ خود را ناپلئون سوم، امپراتور فرانسه نامید.

### دوران اقتدار
پس از جنگ کریمه در سال ۱۸۵۵ و همچنین جنگ فرانسه و اتریش در ۱۸۵۸، شکوه و اعتبار سیاسی ناپلئون سوم به عنوان حامی ملت‌های ضعیف مسیحی در بالکان به اوج خود رسید و به دوستی بریتانیا نیز پشت‌گرم بود. اما از همین زمان به علت برنامه‌های جاه طلبانه مقدمات ضعف و سقوطش آماده شد.

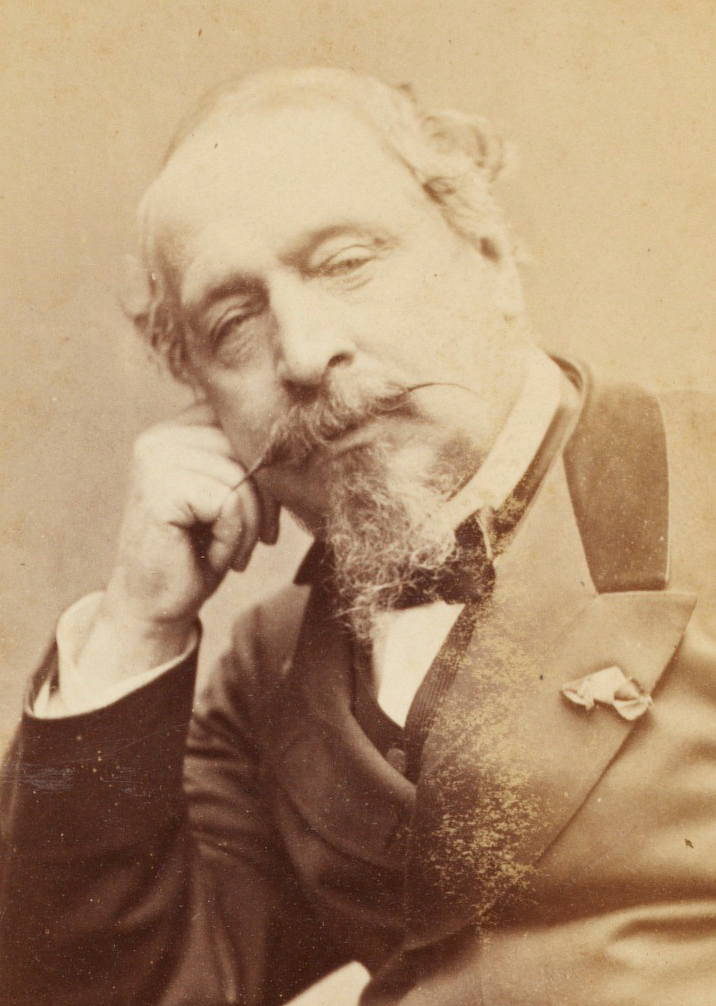
در سال ۱۸۶۹

در فاصله ۱۸۵۷ تا ۱۸۶۰ ناپلئون سوم به همراه بریتانیا به مداخله در چین پرداخت (جنگ دوم تریاک) و نه تنها قرادادهای یک‌طرفه‌ای با چین امضا کرد که قیومیت فرانسه بر هندوچین را نیز به این کشور تحمیل کرد.

### دوران افول
اشتباه بزرگ لوئی ناپلئون مداخله نظامی در مکزیک بین سالهای ۱۸۶۲ تا ۱۸۶۷ بود؛ چراکه نه فرانسه توان اقتصادی دخالت در امور آمریکای لاتین را داشت و نه بریتانیا به فرانسه اجازه می‌داد که وارد حوزه اقتصادی‌اش شود. بریتانیا که از جاه‌طلبی لوئی ناپلئون نگران بود پروس (به صدراعظمی بیسمارک که در جنگ ۱۸۶۶ با اتریش بر شاهزاده‌نشین‌های آلمانی تسلط یافته بود) را تشویق کرد که به فرانسه حمله کند.

### سقوط
پس از انتخابات ۲ ژانویه ۱۸۷۰ جمهوریخواهان خواستار برافتادن پادشاهی شدند. اینان بر این باور بودند که آزادی و فرمان در یکجا با هم نمی‌گنجند. کشته شدن یک روزنامه‌نگار به نام ویکتور نوا به دست پیر بناپارت، عضوی از خانواده پادشاهی دستاویز خوبی را به دست انقلابیها داد؛ ولی امپراتور باز توانست در همه‌پرسی ۸ مه ۱۸۷۰ به سود پادشاهی رای بیاورد.
این پیروزی که می‌توانست پایه‌های امپراتوری را استوارتر سازد، واژگونیش را آسان ساخت. شورشیانی در اسپانیا ملکه این کشور را از سلطنت خلع کردند و خواستار پادشاهی لئوپولد آلمانی شدند. لوئی ناپلئون که از اتحاد پروس و اسپانیا می‌ترسید از پادشاه پروس ویلهلم اول درخواست کرد که از پادشاهی لئوپولد حمایت نکند. ویلهلم که در تعطیلات در امس بود پیامی به بیسمارک فرستاد که به تلگراف امس مشهور است. بیسمارک با تحریف پیام ویلهلم و بیان آن در جراید، کاری کرد که خودداری پادشاه پروس از پاسخ به ناپلئون سوم، به گونه‌ای که در مطبوعات اروپا بازتاب یافت برای فرانسه توهین‌آمیز تلقی شود. در نتیجه فرانسه در ژوئیه ۱۸۷۰ روابط خود را با پروس قطع کرد و به این کشور اعلان جنگ داد.
امپراتور در راه جنگ با پروس بود که دید یارانش از او سرپیچی کرده و سپاه را خلع سلاح نموده‌اند و این پایان کار امپراتوری دوم فرانسه بود. در اول سپتامبر ۱۸۷۰، ناپلئون سوم که در منطقه سدان در شمال فرانسه محاصره شده بود بدون قیدوبند تسلیم و خواستار آتش‌بس شد.

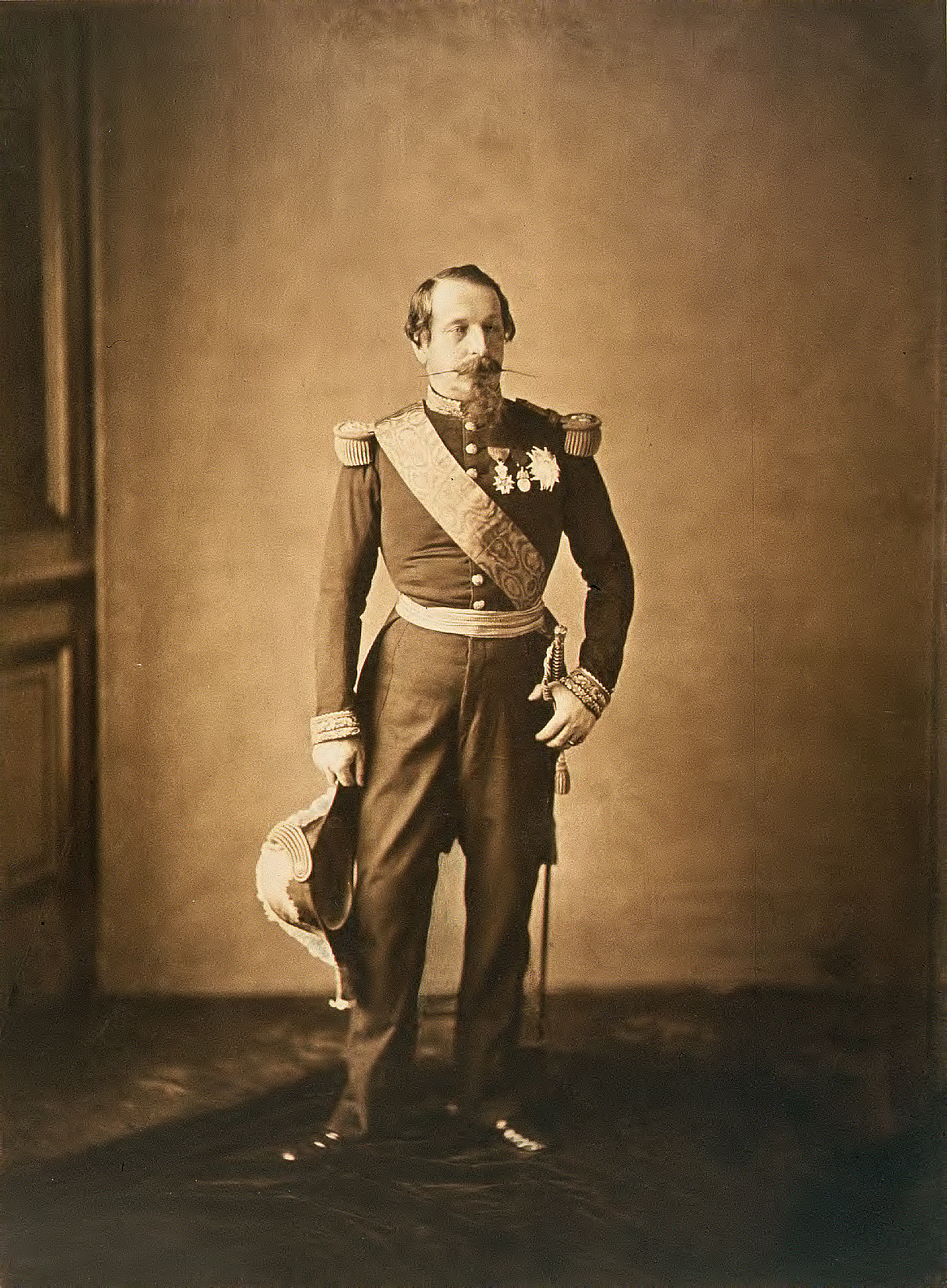
در سال ۱۸۶۰

با اسارت و تبعید لوئی ناپلئون امپراتوری دوم برچیده و در پاریس جمهوری سوم فرانسه تشکیل گشت. لوئی ناپلئون در ۱۸۷۳ در کنت انگلستان درگذشت.